# Championnats du monde de course d'orientation 2015
 (août 2019).
Si vous disposez d'ouvrages ou d'articles de référence ou si vous connaissez des sites web de qualité traitant du thème abordé ici, merci de compléter l'article en donnant les références utiles à sa vérifiabilité et en les liant à la section « Notes et références ».
Navigation
Édition précédente Édition suivante
Les championnats du monde de course d'orientation 2015, trente-deuxième édition des Championnats du monde de course d'orientation, ont lieu du 1 au 7 août 2015 à Inverness (Écosse), au Royaume-Uni.

## Podiums
Femmes
| Épreuves                | Or                                            | Argent                                                                | Bronze                                              |
| ----------------------- | --------------------------------------------- | --------------------------------------------------------------------- | --------------------------------------------------- |
| Femmes Sprint           | Danemark Maja Alm                             | Ukraine Nadiya Volynska                                               | Russie Galina Vinogradova                           |
| Femmes moyenne distance | Suède Annika Billstam                         | Finlande Merja Rantanen                                               | Suède Emma Johansson                                |
| Femmes Longue distance  | Danemark Ida Bobach                           | Norvège Mari Fasting                                                  | Russie Svetlana Mironova                            |
| Femmes Relais           | Danemark Maja Alm Ida Bobach Emma Klingenberg | Norvège Heidi Bagstevold Mari Fasting Anne Margrethe Hausken Nordberg | Suède Helena Jansson Annika Billstam Emma Johansson |

Hommes
| Épreuves                | Or                                                   | Argent                                                      | Bronze                                                |
| ----------------------- | ---------------------------------------------------- | ----------------------------------------------------------- | ----------------------------------------------------- |
| Hommes Sprint           | Suède Jonas Leandersson                              | Suisse Martin Hubmann                                       | Suède Jerker Lysell                                   |
| Hommes moyenne distance | Suisse Daniel Hubmann                                | France Lucas Basset                                         | Suède Olle Boström                                    |
| Hommes Longue distance  | France Thierry Gueorgiou                             | Suisse Daniel Hubmann                                       | Norvège Olav Lundanes                                 |
| Hommes Relais           | Suisse Fabian Hertner Daniel Hubmann Matthias Kyburz | Norvège Øystein Kvaal Østerbø Carl Godager Kaas Magne Dæhli | France Vincent Coupat Lucas Basset Frédéric Tranchand |

Mixte
| Épreuves     | Or                                                         | Argent                                                                                             | Bronze                                                                  |
| ------------ | ---------------------------------------------------------- | -------------------------------------------------------------------------------------------------- | ----------------------------------------------------------------------- |
| Relais mixte | Danemark Emma Klingenberg Tue Lassen Søren Bobach Maja Alm | Norvège Elise Egseth Håkon Jarvis Westergård Øystein Kvaal Østerbø Anne Margrethe Hausken Nordberg | Russie Tatyana Riabkina Gleb Tikhonov Andrey Khramov Galina Vinogradova |

## Tableau des médailles
- Pays organisateur

| Rang  | Nation   | Or | Argent | Bronze | Total |
| ----- | -------- | -- | ------ | ------ | ----- |
| 1     | Danemark | 4  | 0      | 0      | 4     |
| 2     | Suisse   | 2  | 2      | 0      | 4     |
| 3     | Suède    | 2  | 0      | 4      | 6     |
| 4     | France   | 1  | 1      | 1      | 3     |
| 5     | Norvège  | 0  | 4      | 1      | 5     |
| 6     | Finlande | 0  | 1      | 0      | 1     |
| 6     | Ukraine  | 0  | 1      | 0      | 1     |
| 8     | Russie   | 0  | 0      | 3      | 3     |
| Total | Total    | 9  | 9      | 9      | 27    |